# Chiềng Chung, Mộc Châu
Chiềng Chung là một xã thuộc thị xã Mộc Châu, tỉnh Sơn La, Việt Nam.

## Địa lý
Xã Chiềng Chung nằm ở phía đông thị xã Mộc Châu, có vị trí địa lý:
- Phía đông giáp huyện Vân Hồ
- Phía tây giáp các phường Cờ Đỏ, Thảo Nguyên và xã Tân Yên
- Phía nam giáp phường Vân Sơn và huyện Vân Hồ
- Phía bắc giáp xã Đoàn Kết.

Xã Chiềng Chung có diện tích 97,65 km², dân số năm 2023 là 5.209 người, mật độ dân số đạt 53 người/km².

## Hành chính
Xã Chiềng Chung được chia thành 7 bản: Bó Hiềng, Chiềng Cang, Nà Bó I, Nà Bó II, Nà Sài, Suối Ba, Suối Ngõa.

## Lịch sử
Ngày 14 tháng 11 năm 2024, Ủy ban Thường vụ Quốc hội ban hành Nghị quyết số 1280/NQ-UBTVQH15 về việc sắp xếp đơn vị hành chính cấp huyện, cấp xã của tỉnh Sơn La giai đoạn 2023 – 2025 (nghị quyết có hiệu lực từ ngày 1 tháng 2 năm 2025). Theo đó, thành lập xã Chiềng Chung thuộc thị xã Mộc Châu trên cơ sở 61,67 km² diện tích tự nhiên, quy mô dân số là 5.209 người của xã Hua Păng; 13,58 km² diện tích tự nhiên của xã Phiêng Luông và 22,40 km² diện tích tự nhiên của thị trấn Nông trường Mộc Châu.
Xã Chiềng Chung có 97,65 km² diện tích tự nhiên và quy mô dân số là 5.209 người.